# باریش ارمیش
باریش ارمیش (انگلیسی: Barış Ermiş؛ زادهٔ ۳ ژانویهٔ ۱۹۸۵) بازیکن بسکتبال اهل ترکیه است.
از باشگاه‌هایی که در آن بازی کرده‌است می‌توان به باشگاه ورزشی افس پیلسن و باشگاه بسکتبال مردان فنرباغچه اشاره کرد.
وی در مسابقات کشوری و بین‌المللی در مجموع برندهٔ ۱ مدال طلا، ۱ مدال نقره شده‌است.